# Sam Spruell
Sam Spurell, född 1 januari 1977 i Southwark, London, är en brittisk skådespelare.
Spurell har bland annat medverkat i TV-serierna Ord mot ord (2020). Han har även medverkat i filmerna Outlaw King från 2018 och Taken 3 från 2014.

## Filmografi (i urval)
- 2008 – The Hurt Locker
- 2012 – Snow White and the Huntsman
- 2013 – Blodsband
- 2014 – Taken 3
- 2014–2015 – The Last Ship (TV-serie)
- 2015 – Child 44
- 2015 – The Bastard Executioner (TV-serie)
- 2017 – Valerian and the City of a Thousand Planets
- 2018 – Outlaw King
- 2019 – Tre sekunder
- 2020 – Ord mot ord (TV-serie)
- 2023 – Fargo (TV-serie)
- 2025 – A Knight of the Seven Kingdoms (TV-serie)